# Théorie du coalescent

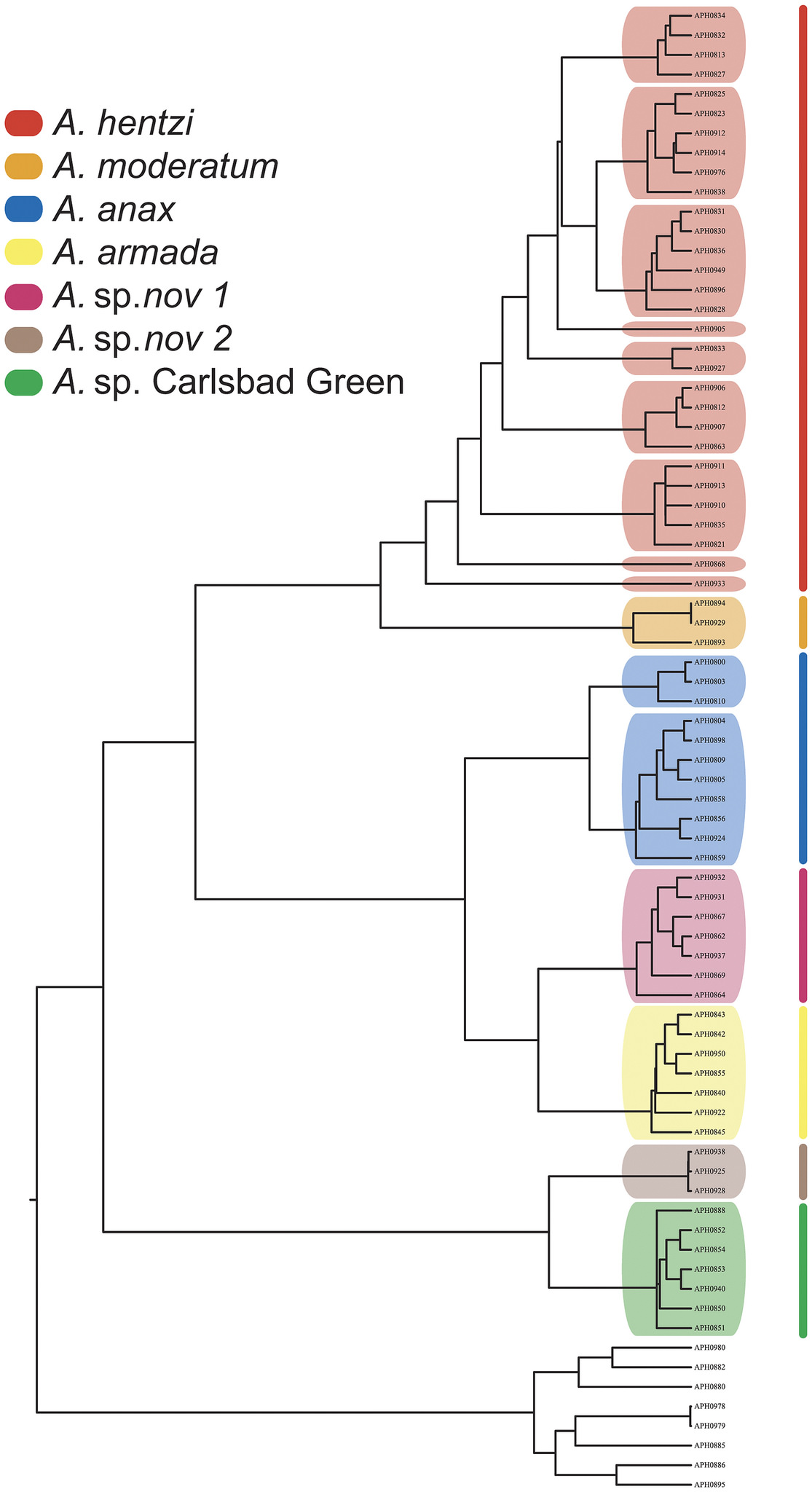
Théorie coalescente

En génétique, la théorie du coalescent, appelée aussi théorie de la coalescence, est un modèle rétrospectif de génétique des populations. Son objectif est de suivre l'évolution de tous les allèles d'un gène donné de tous les individus d'une population, jusqu'à une seule copie ancestrale, appelée ancêtre commun le plus récent. Les relations d'hérédité entre les allèles sont représentées sous la forme d'un arbre similaire à un arbre phylogénétique. Cet arbre est aussi appelé coalescent, et la compréhension des propriétés statistiques du coalescent sous différentes hypothèses forme la base de la théorie du coalescent.
Le coalescent utilise des modèles de dérive génétique, en remontant le temps pour reconstruire la généalogie des ancêtres. Dans le cas le plus simple, la théorie du coalescent suppose qu'il n'y a ni recombinaison, ni sélection naturelle, ni flux de gènes, autrement dit que la seule force de sélection à l’œuvre est la dérive génétique; et que la population n'est pas structurée. Des modèles sont ensuite complétés pour prendre en compte une ou plusieurs des composantes de la sélection naturelle. La théorie mathématique du coalescent a été développée au début des années 1980 par John Kingman.

## Théorie
La théorie du coalescent est rétrospective. Si l'on considère deux loci, on peut retracer leurs généalogies en remontant le temps, jusqu'à trouver leur ancêtre commun le plus récent, c'est-à-dire le moment où les deux lignées coalescent.

### Temps de coalescence
L'un des objectifs de la théorie du coalescent est de déterminer le nombre de générations écoulées depuis l'ancêtre commun le plus récent, ou temps de coalescence. 
On utilise alors la théorie des probabilités. La probabilité que deux lignées coalescent lors de la génération immédiatement précédente est la probabilité que ces lignées aient le même parent. Dans une population diploïde dont la taille Ne est constante, il y a 2Ne copies de chaque locus. Ainsi, pour chaque locus d'une génération, il y a dans la génération précédente 2Ne ascendances potentielles de lignée.  
La probabilité que deux loci d'une génération coalescent à la génération précédente, est la somme des probabilités de chaque coalescence possible dans cette précédente génération. Les deux ascendances des lignées sont indépendantes, ainsi la probabilité de chaque locus de la génération précédente d'être le coalescent est de {\displaystyle ({\frac {1}{2N_{e}}})^{2}}. Comme il y a 2Ne copies de chaque locus, la probabilité que deux loci coalescent à la génération précédente est égale à : 
{\displaystyle 2N_{e}({\frac {1}{2N_{e}}})^{2}={\frac {1}{2N_{e}}}}. 
On voit donc que la probabilité de coalescence lorsqu'on remonte les générations, suit une loi géométrique : la probabilité que la coalescence se produise à la t-ième génération précédente (c'est-à-dire qu'il n'y ait pas eu de coalescence lors des t-1 premières générations, et qu'elle advienne à la dernière) est de :
{\displaystyle P_{c}(t)=\left(1-{\frac {1}{2N_{e}}}\right)^{t-1}\left({\frac {1}{2N_{e}}}\right).}
Lorsque Ne est suffisamment grand, une bonne approximation de la distribution est donnée par la loi exponentielle :
{\displaystyle P_{c}(t)={\frac {1}{2N_{e}}}e^{-{\frac {t-1}{2N_{e}}}}.}
L'espérance et l'écart-type d'une loi exponentielle sont toutes deux égales au paramètre, ici 2Ne. Par conséquent, le temps moyen de coalescence est de 2Ne, compté en nombre de générations avant le présent.

### Variation sans sélection
La théorie de la coalescence est aussi utilisée pour modéliser la variation d'une séquence d'ADN sous l'influence de la seule dérive génétique. Cette quantité de variation, (parfois appelée hétérozygotie) est notée {\displaystyle {\bar {H}}}. Sa moyenne est calculée comme le ratio de la probabilité qu'une mutation arrive lors d'une génération donnée divisée par la somme des probabilités que l'un des deux événements (mutation ou coalescence) arrive à cette génération. Cette mutation pouvant atteindre l'une ou l'autre des deux lignées, sa probabilité est donc notée {\displaystyle 2\mu }. Ainsi on obtient, en notant {\displaystyle \theta =4N_{e}\mu },
{\displaystyle {\bar {H}}={\frac {2\mu }{2\mu +{\frac {1}{2N_{e}}}}};}
{\displaystyle {\bar {H}}={\frac {4N_{e}\mu }{1+4N_{e}\mu }};}
{\displaystyle {\bar {H}}={\frac {\theta }{1+\theta }}.}
Lorsque {\displaystyle 4N_{e}\mu \gg 1}, la plupart des paires d'allèles ont au moins une différence dans la séquence de leurs nucléotides.

## Représentation graphique
Les coalescents peuvent être représentés par des dendrogrammes qui montrent les relations des différentes branches de la population. Le point où deux branches se rencontrent indique une coalescence.

## Histoire
La théorie de la coalescence est une extension naturelle de concepts classiques de génétique des populations d'évolution sans sélection, et est une approximation du modèle de Wright Fisher (créé par Sewall Wright et Ronald Fisher) pour des populations de grande taille. Elle a été élaborée indépendamment par plusieurs chercheurs au début des années 1980 ,,,, mais la formulation définitive est attribuée à Kingman. Des contributions majeures ont été effectuées par Peter Donnelly, Robert Griffiths, Richard R Hudson et Simon Tavaré. Parmi celles-ci figurent les modifications du modèle pour inclure la variation de la taille de la population, la recombinaison et la sélection,. En 1999 Jim Pitman et Serik Sagitov ont introduit indépendamment les coalescents avec des collisions multiples de lignées ancestrales. Un peu plus tard la classification complète de processus coalescents échangeables avec fusions multiples a été élaborée par Martin Möhle, Serik Sagitov et Jason Schweinsberg.

## Logiciels
Il existe un grand nombre de logiciels, tant de simulation de jeux de données de processus de coalescence, que d'inférence de paramètres comme les tailles de population ou les taux de migrations. En voici une liste : logiciels en théorie de coalescence (en).

### Autre articles
- Arenas, M. and Posada, D. (2007) Recodon: Coalescent simulation of coding DNA sequences with recombination, migration and demography. BMC Bioinformatics 8: 458
- Arenas, M. and Posada, D. (2010) Coalescent simulation of intracodon recombination. Genetics 184(2): 429–437
- Browning, S.R. (2006) Multilocus association mapping using variable-length markov chains. American Journal of Human Genetics 78:903–913
- Degnan, JH and LA Salter. 2005. Gene tree distribtutions under the coalescent process. Evolution 59(1): 24-37. pdf from coaltree.net/
- Hellenthal, G., Stephens M. (2006) msHOT: modifying Hudson's ms simulator to incorporate crossover and gene conversion hotspots Bioinformatics AOP
- Hudson RR (2002) Generating samples under a Wright–Fisher neutral model. Bioinformatics 18:337–338
- Hein, J. , Schierup, M., Wiuf C. (2004) Gene Genealogies, Variation and Evolution: A Primer in Coalescent Theory Oxford University Press  (ISBN 978-0198529965)
- Kingman, J.F.C. (2000) Origins of the coalescent 1974–1982. Genetics 156:1461–1463
- Liang L., Zöllner S., Abecasis G.R. (2007) GENOME: a rapid coalescent-based whole genome simulator. Bioinformatics 23: 1565–1567
- Mailund, T., Schierup, M.H., Pedersen, C.N.S., Mechlenborg,  P.J.M., Madsen, J.N., Schauser, L. (2005)  CoaSim: A Flexible Environment for Simulating Genetic Data under Coalescent Models BMC Bioinformatics 6:252
- Morris, A. P., Whittaker, J. C., Balding, D. J. (2002) Fine-scale mapping of disease loci via shattered coalescent modeling of genealogies American Journal of Human Genetics 70:686–707
- Harding, Rosalind, M. 1998. New phylogenies: an introductory look at the coalescent. pp. 15–22, in Harvey, P. H., Brown, A. J. L., Smith, J. M., Nee, S. New uses for new phylogenies. Oxford University Press  (ISBN 0198549849)
- Rosenberg, N.A., Nordborg, M. (2002) Genealogical Trees, Coalescent Theory and the Analysis of Genetic Polymorphisms. Nature Reviews Genetics 3:380–390
- Zöllner S. and Pritchard J.K. (2005) Coalescent-Based Association Mapping and Fine Mapping of Complex Trait Loci Genetics 169:1071–1092
- Rousset F. and Leblois R. (2007) Likelihood and Approximate Likelihood Analyses of Genetic Structure in a Linear Habitat: Performance and Robustness to Model Mis-Specification Molecular Biology and Evolution 24:2730–2745
- Leblois R., Estoup A. and Rousset F. (2009) IBDSim: a computer program to simulate genotypic data under isolation by distance Molecular Ecology Resources 9:107-109